# Liste des sommets de l'île de Man

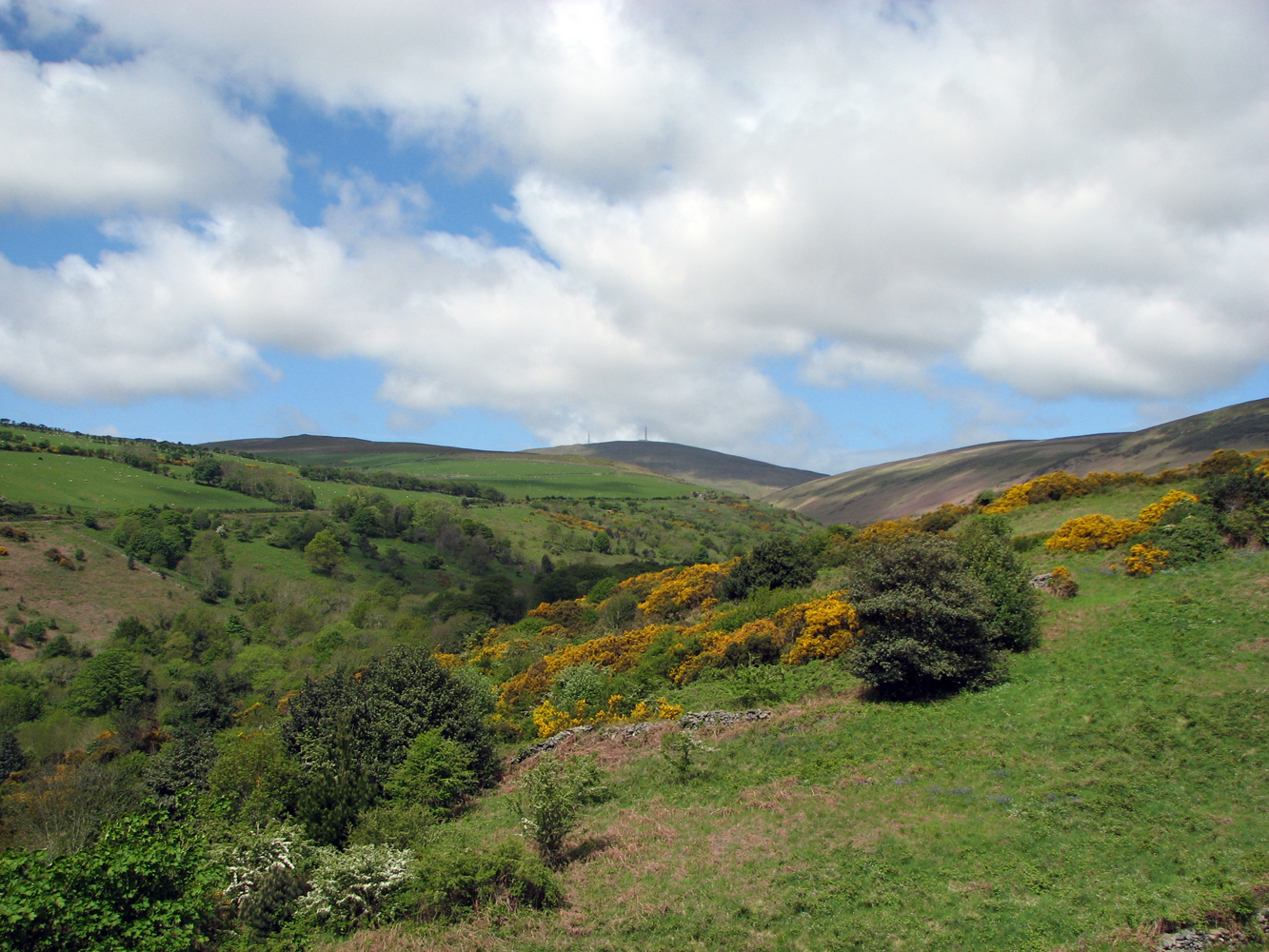
Le Snaefell, point culminant de l'île de Man.

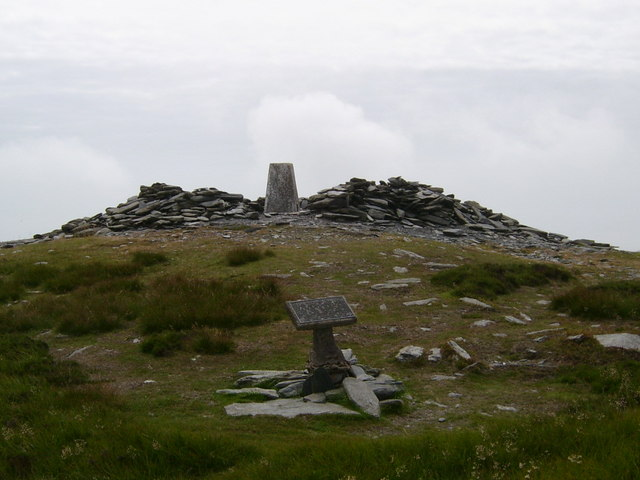
Le sommet du South Barrule et ses ruines de l'âge du bronze.

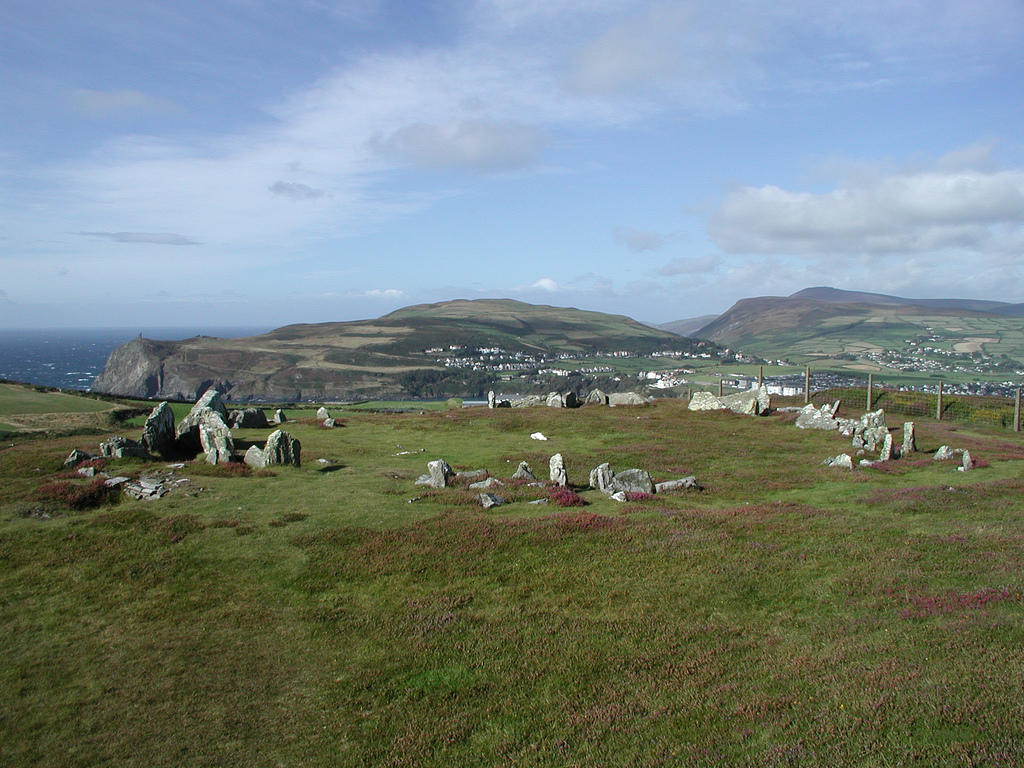
Le Mull Hill et son cairn du Néolithique.

Liste les sommets de l'île de Man dans l'ordre décroissant d'altitude.
| Ordre | Sommet           | Altitude | Localisation |
| ----- | ---------------- | -------- | ------------ |
| 1     | Snaefell         | 621 m    | Laxey        |
| 2     | North Barrule    | 565 m    | Corrany      |
| 3     | Beinn-y-Phott    | 544 m    | ?            |
| 4     | Carraghan        | 500 m    | Injebreck    |
| 5     | Slieau Freoghane | 468 m    | Kirk Michael |
| 6     | Colden           | 487 m    | ?            |
| 7     | South Barrule    | 483 m    | Malew        |
| 8     | Slieau Ruy       | 479 m    | Saint John's |
| 9     | Sartfett         | 454 m    | Barregarrow  |
| 10    | Sartfell         | 475 m    | Michael      |
| 11    | Greeba           | 422 m    | Cooilsleu    |
| 12    | Slieau Managh    | 383 m    | ?            |
| 13    | Slieau Curn      | 351 m    | Michael      |
| 14    | Slieau Dhu       | 347 m    | Michael      |
| 15    | Glen Auldyn      | 336 m    | Ramsey       |
| 16    | Slieau Ree       | 316 m    | Creg-ny-Baa  |
| 17    | Beary            | 311 m    | ?            |
| 18    | Bradda           | 230 m    | Port Erin    |
| 19    | Mull Hill        | 169 m    | Cregneash    |
|       | Cronk Sumark     | 76 m     | Lezayre      |
|       | Hango            | ? m      | Castletown   |
|       | Glen Mooar       | ? m      | Michael      |
|       | Glen Wyllin      | ? m      | Michael      |
|       | Glen Trunk       | ? m      | Michael      |